# تمرد إشبيلية العسكري 1936
التمرد العسكري في إشبيلية يوليو 1936 هو جزء من انقلاب يوليو 1936 ضد حكومة الجمهورية الإسبانية التي أشعلت الحرب الأهلية. وأحد حلقاتها الحاسمة كانت في إشبيلية.
ففي يوم 17 يوليو استولى الانقلابيون من الجيش الأفريقي على محمية إسبانيا في المغرب. وفي يوم التالي عند الساعة الثانية بعد الظهر، تمرد جزء من حامية إشبيلية ضد الحكومة. فاعتقل مدبرو الانقلاب الجنرال خوسيه فرنانديز وهو قائد فرقة المنطقة الثانية وبالتالي جيش الأندلس بأكمله، ووضع الجنرال غونزالو كيبو ديانو مكانه. ثم سيطروا بسرعة على الأفواج الرئيسية للمدينة والمرافق الاستراتيجية مثل حديقة المدفعية. أما الذين ظلوا موالين للحكومة في إشبيلية فكان الحاكم المدني خوسيه ماريا فاريلا ريندويلس، وحرس الاقتحام ومطار تبلادة الجوي، وكذلك بعض المتطوعين من أحزاب اليسار.
حاول المتمردون الاستيلاء على الحكومة المدنية لكنهم واجهوا مقاومة عنيفة من حرس الاقتحام، ولم يتمكنوا من دحرهم إلا بعد تدخل المدفعية في القتال. فاستسلم الحاكم فاريلا في الساعة الثامنة في فترة ما بعد الظهر، وفي الساعات التالية استسلمت ثكنات حرس الاقتحام وقاعدة تبلادة على التوالي. في غضون ذلك تمردت الحاميات الأندلس الأخرى بعد تلقي الإشارة من كويبو ديانو. فانتصر الانقلاب في قرطبة وفي مقاطعة قادس، ولكن فشل في مالقة. وبعد يومين تمردت حامية غرناطة وتمكنت من السيطرة على المدينة بعد التغلب على المقاومة الشديدة.
أقام عدد غير معروف من رجال الميليشيات اليسارية حواجز في الأحياء الشعبية مثل تريانا ولا ماكارينا وسان برناردو واستعدوا للمقاومة بالأسلحة الخفيفة. وأرسلت إليهم الحكومة تعزيزات من مقاطعة ولبة: حوالي 120 من الحرس المدني والاقتحام وطابور من عمال المناجم بالديناميت. إلا أن رئيس الحرس انقلب عليهم وانضم إلى التمرد، فنصب كميناً في الصباح التالي لعمال المناجم، فأبادهم في بانيوليتا بالقرب من إشبيلية. ومن جانبهم حصل المتمردون على تعزيزات: وصول الفيلق والقوات النظامية برا وجوا.
وفي 20 يوليو شنت القوات الانقلابية هجمات ضد تريانا وبلازا دي سان ماركوس، ولكن تم صده. ثم قامت في اليوم التالي بشن هجوم جديد على تريانا مع جلب قوات إضافية أكثر تنظيما، فسحقت مقاومة الحي. وفي يوم 22 اعتدى الانقلابيون وأخذوا لا ماكارينا والأحياء المتبقية التي كانت تسيطر عليها الميليشيات اليسارية. خلال هذه المعارك أطلق المتمردون النار على أي شخص يقاوم أو يشتبه في ذلك، مما أسفر عن مقتل عدد غير معروف من المسلحين والمدنيين. في الأشهر التالية استمرت عمليات الإعدام؛ وذكرت التقديرات بأنه قد أعدم مابين 3000 - 6000 شخص. ومات 13 شخصًا من الجانب الآخر، بما في ذلك القتلى والمدنيون الذين أعدمهم أنصار الحكومة. أصبحت إشبيلية واحدة من القواعد الرئيسية للمتمردين، الذين شنوا من هناك هجمات على ولبة (يوليو 1936) ومدريد (من إكستريمادورا) (أغسطس 1936) ومالقة (يناير-فبراير 1937).

## الخلفية: إشبيلية عام 1936

### الوضع السياسي
خلال الجمهورية الثانية كانت مقاطعة إشبيلية واحدة من أكثر المناطق نزاعًا في البلاد بأكملها. ففي اضراب عام جرى في يوليو 1931 الذي قاد إلى حالة الطوارئ، قتل الجيش أربعة سجناء شيوعيين في حديقة ماريا لويزا. وبعدها بفترة اختار الجنرال سانخورخو إشبيلية للانتفاض ضد الجمهورية في انقلاب فاشل معروف باسم «لا سانخورخادا». كما كان على مشارف إشبيلية أول تجمع عام مسلح للميليشيا الكارلية («ريجيتا») في أبريل 1934.
في الانتخابات العامة في فبراير 1936، فازت الجبهة الشعبية فوزا ساحقا في إشبيلية وبقية المقاطعة، وهي ائتلاف من أحزاب اليسار. ومنذ ذلك الحين ازداد التوتر السياسي والاجتماعي وأصبح أكثر عنفًا. فخلال شهر فبراير وحده تم إحصاء 34 جريمة قتل في مقاطعة إشبيلية، ولم تتجاوزها سوى مدريد بـ 67. وفي 15 يوليو منع الحاكم المدني خوسيه ماريا فاريلا ريندويلس جميع المظاهرات والتجمعات العامة.

### المؤامرة الانقلابية

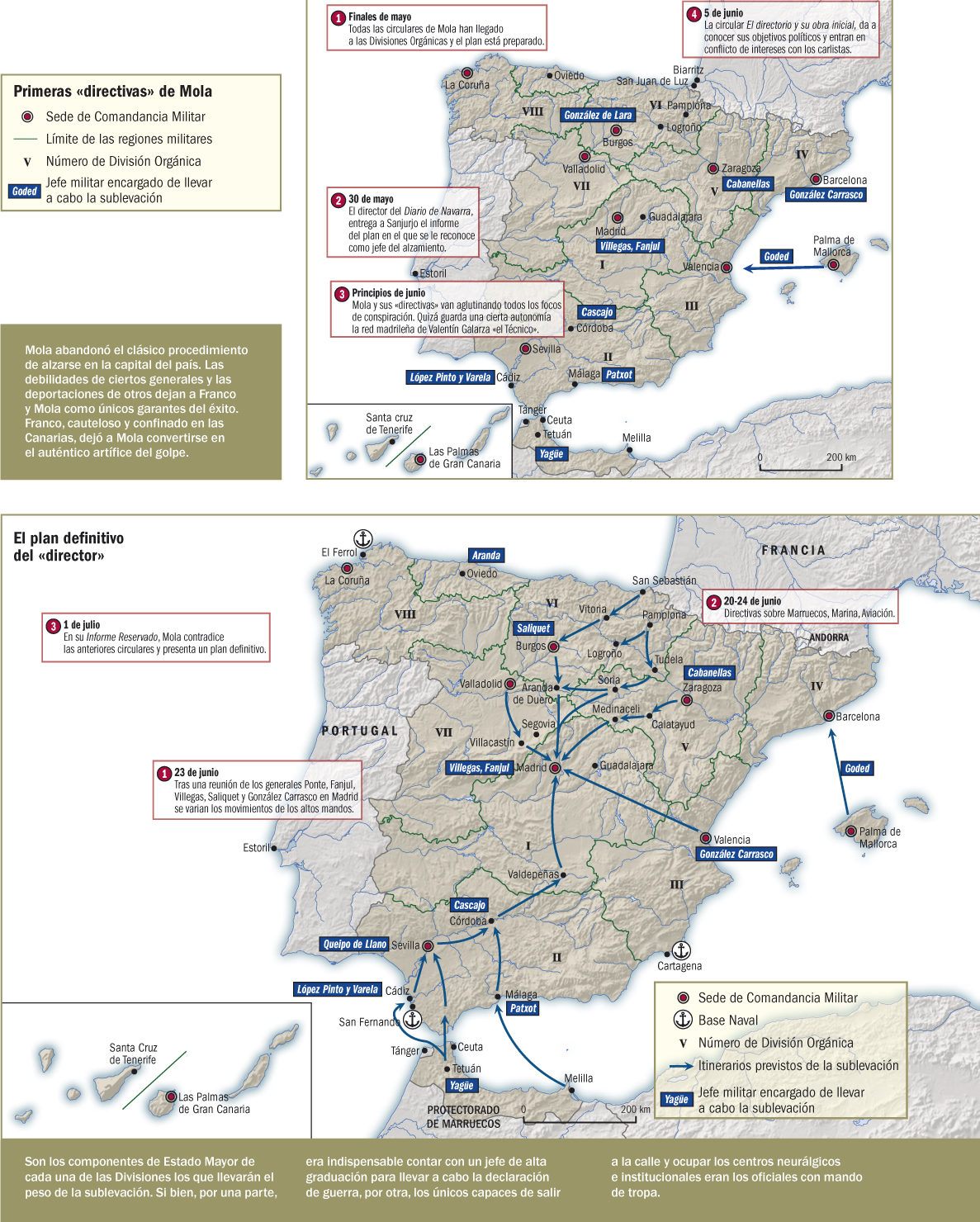
وفقًا لخطة الانقلاب التي رسمها إميليو مولا، كان على الفرقة الثانية تأمين موانئ الجزيرة الخضراء ومالقة حتى يهبط الجيش الأفريقي هناك ثم يتوجه نحو مدريد.

كان مخططو الانقلاب في إشبيلية على اتصال مع فالنتين غالارزا أحد الجنرالات المنسقين للانقلاب من مدريد، ومع مدير المؤامرة الجنرال إميليو مولا. كما كانت أعلى رتبة للمتآمرون في إشبيلية هي رائد، لذلك كانت هناك حاجة إلى جنرال في يوم الانتفاضة يمكن أن يطيح بفيلا-أبريل ويتولى قيادة الساحة والقطاع الثاني. كان أول اختيار هو العميد جوليان لوبيز فيوتا، وكان حاكما عسكريا للميدان، لكن فيوتا رفض لأنه شك في نجاح الانقلاب. لذلك في نهاية يونيو أبلغ غالارزا العميد غونزالو كيبو ديانو أن عليه قيادة الانتفاضة في إشبيلية. وفي 10 يوليو أبلغ كويستا تعيين كويبو دي يانو للمتآمرين الآخرين، بطريقة مقيدة لأنهم كانوا يخشون من ردة فعل سيئة من الفالانخي والكارليين بسبب جمهوريته المعروفة. كان هناك عدد قليل جدًا من المدنيين اليمنيين المرتبطين بالجماعة المتآمرة. وكان دور الكارليين في اللحظات الأولى هامشيًا. كما أن هناك عدة ضباط متقاعدين متورطين، منهم بيدرو بارياس غونزاليس القائد السابق الذي سيعينه كويبو حاكما مدنيا يوم 18 يوليو.

### 17 يوليو 1936
وصلت إلى إشبيلية حوالي الساعة 4:00 مساءً برقية مشفرة تحذيرية من قيادة الجزيرة الخضراء العسكرية من أن حامية مليلة قد تمردت. تم إبلاغ الجنرال فيلا-أبريل، ولكنه لم يتمكن من التحقق من الخبر، فعاد إلى منزله دون اتخاذ أي إجراء. في نفس الوقت تقريبًا أبلغ أحد هواة الراديو قادة الانقلاب في إشبيلية أن هناك حركة غير طبيعية للقوات كانت في المغرب في اليوم السابق. في حوالي الساعة الخامسة مساءً تأكدت حكومة مدريد عبر الهاتف من انتفاضة مليلية ومعها الجيش الأفريقي بأكمله. أمرت الحكومة بتركيز القاذفات في مطار طبلدة (إشبيلية)، لمهاجمة الثكنات الأفريقية عند الفجر.. ثم أمر فيلا-أبريل بتجهيز 3 طائرات مرسلة من مدريد بالقنابل. ولكن قام مسؤولان انقلابيان طوال الليل بالتلاعب بالأمر بحيث عندما وصلت الطائرات لم تكن هناك قنابل متوفرة في القاعدة.
اتخذ الحاكم المدني في إشبيلية فاليرا إجراءات احترازية ضد انتفاضة محتملة، حيث قام بتدبير مفارز مختلطة من حرس الالاقتحام والمقاتلين اليساريين في محيط ثكنات الجيش. ومع ذلك فقد رفض توزيع الأسلحة على السكان. من جانبه أمضى الجنرال كويبو دي يانو ليلة 17 في إشبيلية، وفي وقت متأخر من بعد الظهر غادر إلى هويلفا، وقضى ليلته في السينما، حيث تلقى رسالة من قادة الانقلاب في إشبيلية وفي الصباح عاد إلى المدينة.

## الانقلاب

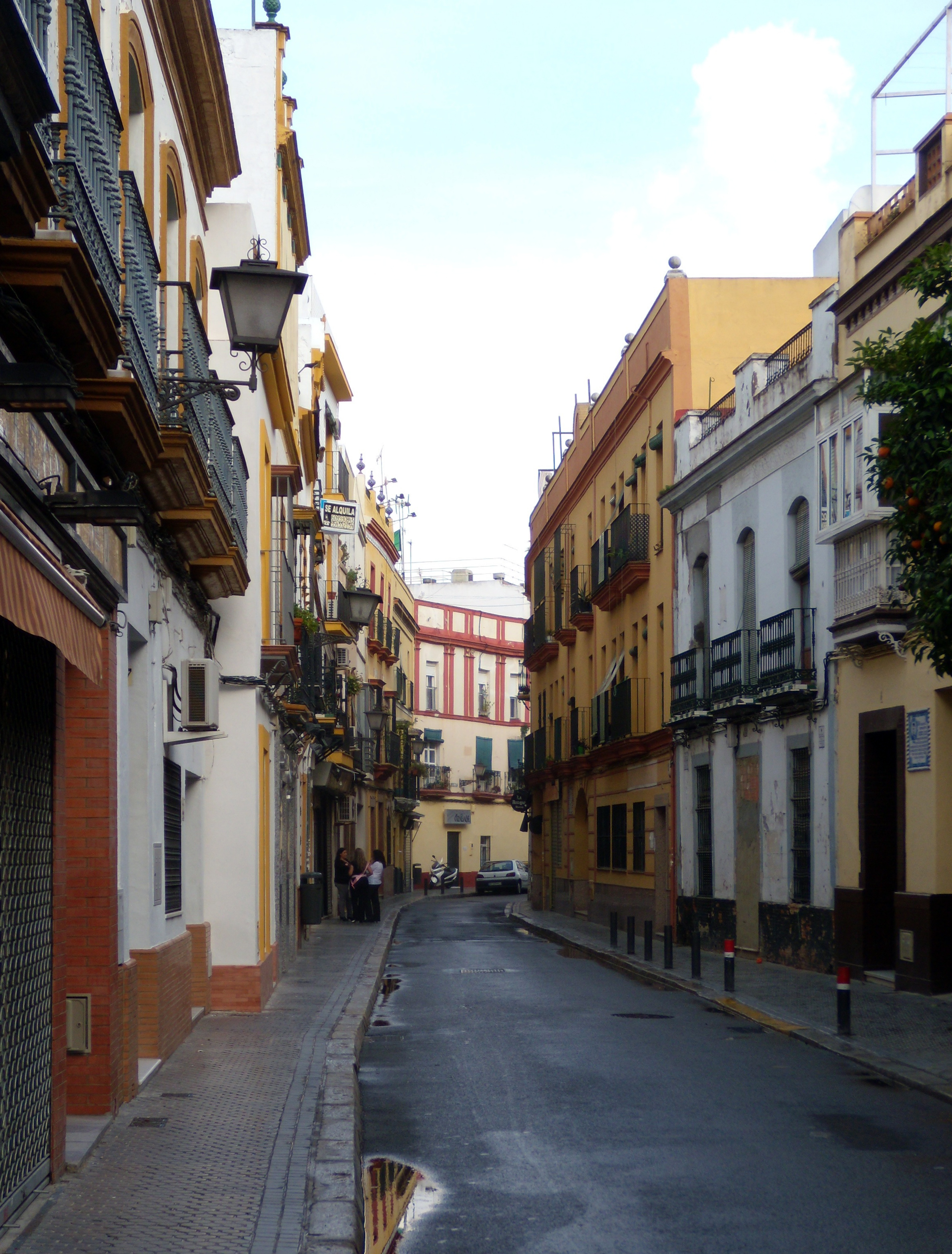
شارع بوريزا (منطقة تريانا، إشبيلية، إسبانيا)

كان صباح الثامن عشر هادئًا بشكل مخادع. واستجابة لشكاوى الجيش في إشبيلية، فقد أمر رئيس الوزراء من حاكم إشبيلية المدني بإزالة مفارز الحرس والعمال من محيط الثكنات. في منتصف النهار أبلغ فاريلا الصحافة أن «الحياة الطبيعية في مقاطعة إشبيلية هي انعكاس دقيق لما هو موجود في جميع أنحاء شبه الجزيرة.» ولكن في نفس الوقت كان مخططو الانقلاب في فوج المدفعية الخفيفة يعدون بطاريتين للقتال.
في مقر الفرقة الثانية (Plaza de la Gavidia)، عقد الجنرال فيلا-أبريل اجتماعاً في الصباح مع رؤساء وحدات حاميته، لم يتقرر فيه شيء مهم. وصل كيبو ديانو إلى القسم خلال الاجتماع ثم غادر إلى فندقه المعتاد. في الساعة 13:15 عاد كيبو من الفندق إلى القسم مع الكابتن كاريو. دخل من باب خلفي واختبأ في المكتب. وفي الوقت نفسه دخل العديد من مسؤولي الانقلاب وتركوا مكتب كويستا. خرج فيلا-أبريل إلى الفناء وانتهرهم لوقف تلك الحركة. فاشتد الكلام فقال كويستا إنهم جميعًا مع الثورة. أحضروا على الفور كيبو ديانو الذي أعطى ومعه كويستا وتسعة جنود آخرين فيلا-أبريل الفرصة الأخيرة للانضمام إلى مخططي الانقلاب. رفض فيلا-أبريل العرض وأمره كويبو أن يحبس في مكتب مع الجنرال لوبيز فيوتا وثلاثة قادة آخرين وعليهم حراسة.
كان أول أمر للمتمردين هو إرسال سرية من جنود الجيش لتعزيز حديقة المدفعية لمنع السلاح المخزن هناك من الوقوع في أيدي المسلحين اليساريين. بقي كويستا لإعطاء اللمسات النهائية لمعسكر الحرب وطباعتها.
ذهب كيبو ديانو سيرا على الأقدام مع بعض قادة الانقلاب الآخرين إلى مقر فوج المشاة السادس القريب جدا من الشعبة. هناك حاول إقناع رئيسه العقيد مانويل ألانيجوي لوساريتا بالانضمام إلى الانتفاضة، لكنه رفض ورفض معه ضباط الفوج. فاقترح كيبو أن يذهبوا جميعًا إلى القسم للتحدث إلى فيلا-أبريل. قبل ألانيجوي ورجاله ولكن عندما وصلوا إلى الشعبة، تم القبض عليهم وحبسهم مع فيلا-أبريل. ثم عاد كيبو إلى مقر الفوج، ووضع الرائد خوسيه غوتييريز بيريز في القيادة وقام بتوزيع الجنود الموجودين في الثكنات. وفي الساعة 14:30 عاد إلى مقر فرقته، أمر طابور المدفعية الذي كان مستعدا منذ الصباح للمغادرة إلى وسط المدينة.

## القتال

### القتال للاستيلاء على مركز المدينة

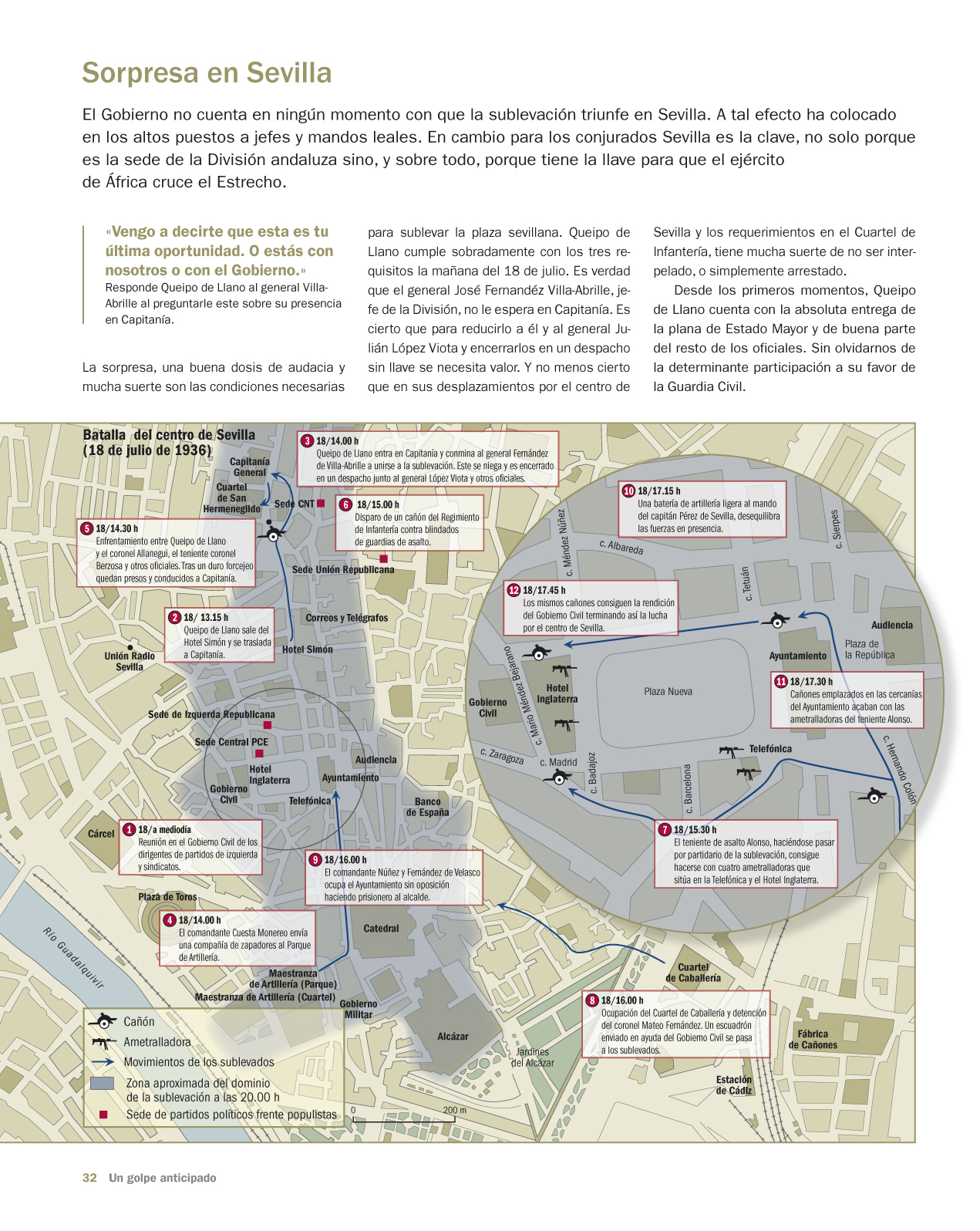
خريطة الاشتباكات في وسط إشبيلية في 18 يوليو 1936.

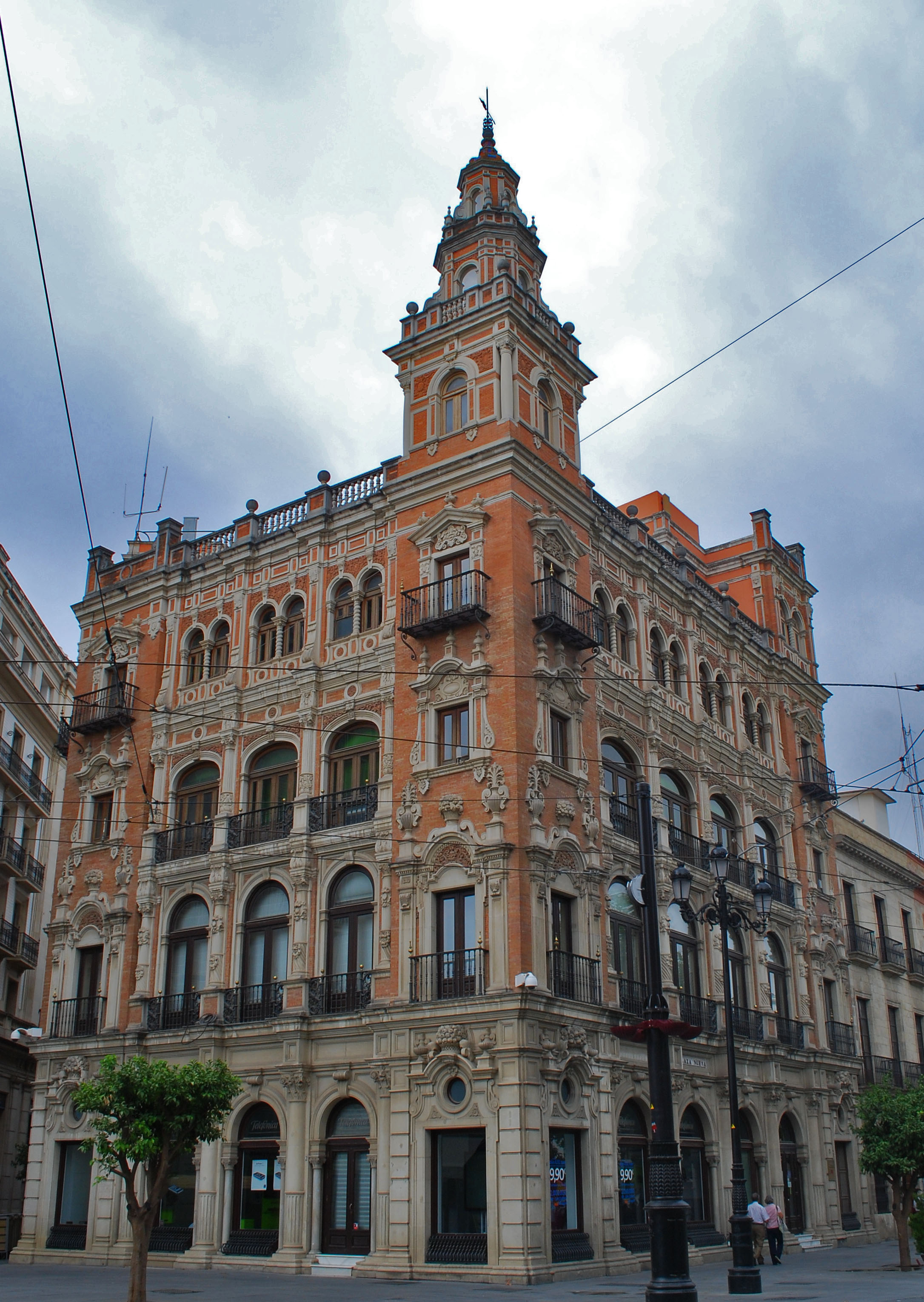
مبنى تليفونيكا في بلازا نوفا، مسرح للقتال في 18 يوليو

في الساعة 15:00 أرسل المتمردون سرية مشاة، حوالي 100 جندي لتعلن جانب الحرب من خلال الشوارع والساحات المتاخمة لثكناتهم. متجهين نحو بلازا نوفا، فوجدوا سرية من حراس الاقتحام انضمت معهم، وبعد ذلك ساروا جميعًا معًا إلى الساحة. كان الحاكم المدني نفسه الذي كان مكتبه بالقرب من الساحة، هو الذي نبه الحراس إلى الخدعة فاندلع إطلاق نار، مما دفع المشاة إلى الفرار، تاركين مدفعًا رشاشًا أو أكثر نشره حراس الاقتحام حول الساحة.
أمر المتمردون القائد نونيز بالذهاب مع حوالي 70 جنديًا من جنود الثكنات إلى بلازا نوفا، حيث ضباط الاختصاص يقاتلون ضد حرس الاقتحام. كما قاموا بنشر سرية من الصحة العسكرية بين بوابات خيريز ولاكارن. وبعد الظهر انضم الحرس المدني إلى المتمردين. انضم قسم إلى القتال في بلازا نوفا بينما نشرت وحدات أخرى بنادق آلية حول البلازا لعزلها عن الأحياء الفقيرة، حيث يمكن أن تأتي الميليشيا اليسارية من المنطقة. كما قام المتمردون بتسليح بعض المدنيين الفالانخيين في فوج المشاة. وعلى الجانب الآخر قام حرس الاقتحام من ثكنة ألاميدا دي هركوليس حوالي الساعة 14:45 بتوزيع حوالي 80 بندقية على المدنيين. ومن هناك شكل أنصار الحكومة طابورين، يتقدم كل منهما مدفع رشاش. فانتقل أحد الطابورين إلى حديقة المدفعية، حيث صدهما المتمردون بشكل دموي. أما الآخر فذهب للدفاع عن مبنى الحكومة المدنية.
من جانبه طلب فاريلا مساعدة العقيد ماتيو رئيس فوج الفرسان، الذي أرسل فصيلا لحماية الحكومة المدنية. تصادف هذا الفصيل الذي يضم 104 جندي عند خروجه مع طابور المدفعية الذي كان يغادر الثكنات المجاورة متوجها إلى نفس الوجهة ولكن بمهمة معاكسة. وعندها طلب رجال المدفعية من سلاح الفرسان الانضمام إليهم، فوافقوا بشكل طبيعي. فجاء فوج الفرسان إلى الحكومة المدنية، لكن قرر آمرها عدم الامتثال لأوامر فاريلا. في غضون ذلك قام العديد من ضباط الفرسان الذين بقوا في الثكنات باعتقال العقيد ماتيو وانضموا إلى وحدته المتمردة.
وعبر جسر تريانا حشود من اليسار فاجتمعوا في شارع ملوك الكاثوليك لمناقشة مايجب القيام به تجاه التمرد. سار بعضهم إلى متنزه المدفعية لطلب الأسلحة، ولكن عند مرورهم بوابات الثكنات أطلق الجيش عليهم النار دون سابق إنذار، فقتل أحد عشر شخصًا. ثم في حوالي الساعة 4:00 مساءً بدأوا في نهب وإحراق منازل الأثرياء البرجوازية في إشبيلية. وبعدها عندما لم يتمكنوا التقدم خلال شارع سرقسطة نحو بلازا نوفا، أرسلوا سيارة أجرة مع خمسة من رجال الميليشيات، دارت حول بويرتا دي جيريز لمعرفة ماجرى في الساحة. إلا أن رجال الميليشيات لم يرجعوا لأن الحرس المدني تخلص منهم، لذلك لم يعرف الحشد كيف ينضمون للقتال وانتهى بهم الأمر بالعودة إلى حيهم.
وفي داخل مبنى الحكومة المدنية طالب ساتورنينو بارنيتو وهو قيادي نقابي بارز وزعيم PCE في إشبيلية من الحاكم فاريلا بتوزيع الأسلحة إلى الأهالي، الأمر الذي رفضه فاريلا.
في حوالي الساعة 18:15 دخلت المعركة في ساحة نوفا لحظاتها الأخيرة، عندما وصل الرماة ونشروا مدفعين رشاش مقابل مواقع القوات الموالية للحكومة. فقاموا بإطلاق النار على مبنى تليفونيكا، مما أسفر عن مقتل ملازم في حرس الاقتحام، فانسحب مقاتلو الحكومة. ثم اطلقوا النار على آخر مدافع الحكومة الرشاشة ممترس فوق أحد الفنادق القريبة، مجبرا تلك القوات على الانسحاب.
في الساعة 20:00 بعد أن أطلق مدفع الرشاش الأخير النار على الحكومة المدنية، استسلم فاريلا عبر الهاتف إلى كيبو ديانو. واستسلم معه العديد من القادة والأشخاص الآخرين. وتمكن الزعيم الشيوعي ساتورنينو بارنيتو من الفرار. عين كويبو صديقه بارياس حاكمًا مدنيًا جديدًا، والذي بدوره نجح في جعل كيبو يعين صديقه رامون دي كارانزا غوميز رئيسًا للبلدية. وبعد سقوط الحكومة المدنية أجبر المتمردون خوسيه لوريرو على أن يأمر عبر الهاتف باستسلام ثكنات حرس الاقتحام في ألاميدا. فاستسلم حوالي 500 جندي حارس، حيث تم بعد ذلك «تطهيرهم». وأُعدم لوريرو في 23 يوليو رميا بالرصاص، ومعه العديد من الضباط الآخرين.

### مطار طبلدة

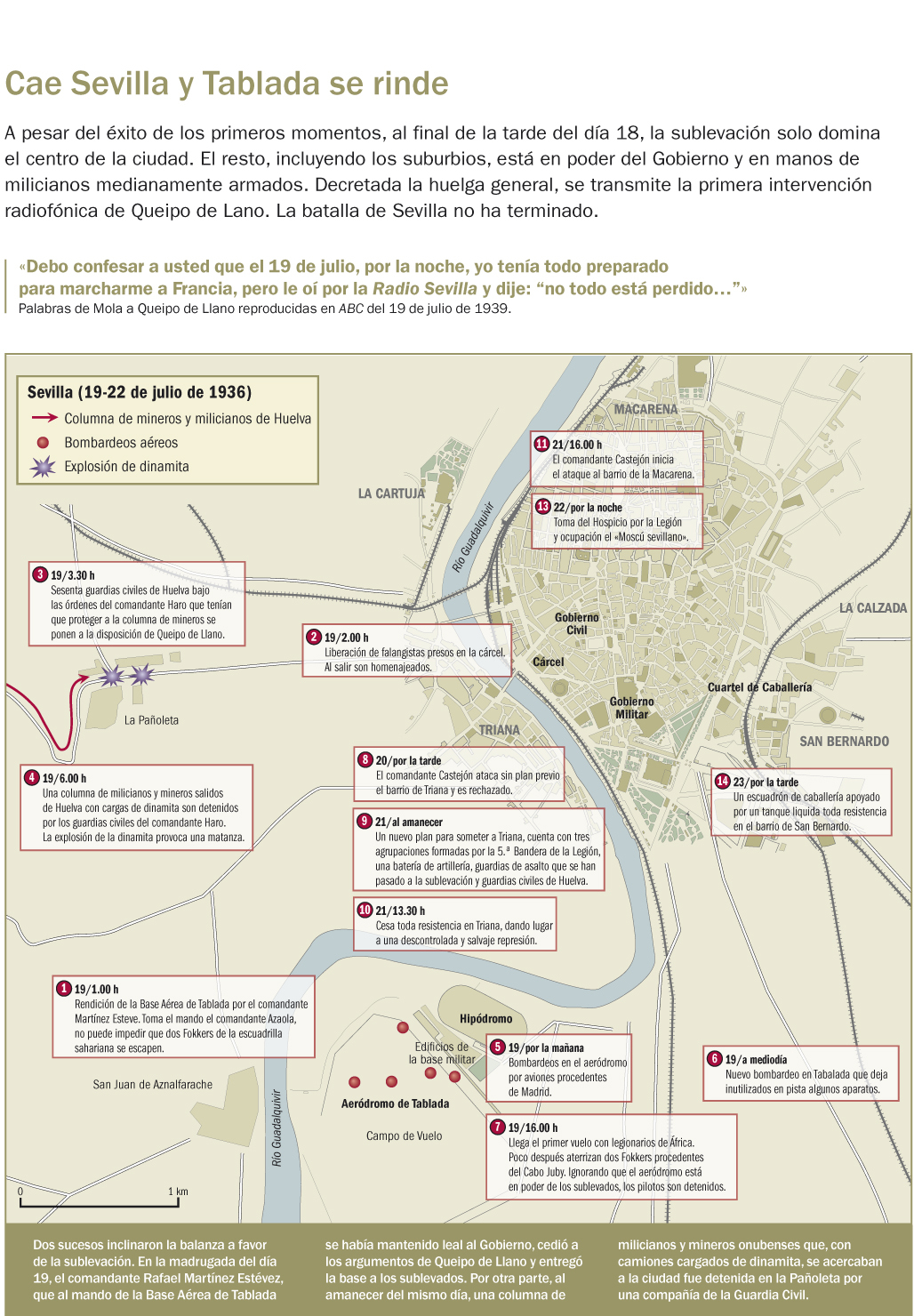
خريطة المعارك الرئيسية في إشبيلية والمناطق المحيطة بها بين 19 و 23 يوليو.

خلال صباح يوم 18 يوليو كانت قاعدة طبلدة الجوية هي المنشأة العسكرية الوحيدة في إشبيلية التي فيها نشاط عسكري. وخلال الليل هبطت عدد من القاذفات من مدريد لتحميل القنابل لمهاجمة المتمردين في محمية المغرب. فوقعت في الصباح عدة أعمال تخريبية من أنصار الانتفاضة العسكرية، بحيث أقلعت طائرة واحدة فقط لقصف تطوان.
بعد حدوث التمرد في وسط إشبيلية ذهب الكابتن كاريو وهو أحد المتآمرين الرئيسيين إلى القاعدة بأوامر بإسقاط القائد رافائيل مارتينيز إستيف ووضع قائدا آخر مكانه. رفض إستيف وقبض على مخططي الانقلاب. ثم أرسل مفارز منفصلة لسد الجسور المؤدية إلى المطار لمنع المتمردين من الاقتراب من حدود طبلدة.
في بداية هجوم الانقلابين على الحكومة المدنية، طلب الحاكم فاريلا من مارتينيز إستيف عبر الهاتف قصف المتمردين في بلازا نوفا ومقر الفرقة في لا غافيديا. رفض إستيف قصفهم لكنه وافق على إرسال حوالي 100 جندي للدفاع عن الحكومة المدنية. إلا أن الأخبار السيئة القادمة من وسط المدينة ثنته في وقت لاحق عن إرسال هذه القوات. وفي منتصف الليل مع استسلام الحكومة المدنية وثكنات حرس الهجوم، أصبح مارتينيز إستيف محبطًا وقرر الاستسلام أيضًا، لذلك سلم الأمر لأزاولا. وقد حُكم على إستيف بالإعدام في 20 سبتمبر 1936 ولكن خففت العقوبة فيما بعد.
هبطت سرية كاملة من الفيلق في مطار طبلدة مابين ظهر يوم 19 وصباح 20. ثم وصل بعدها طابور وسربة من القوات الأهلية النظامية من المغرب عن طريق البر.

### طابور عمال مناجم ريو تينتو
عند علمه بالقتال في وسط إشبيلية، أمر الجنرال بوزاس المدير العام للحرس المدني من مدريد بإرسال تعزيزات من مقاطعة ولبة للمساعدة بقمع محاولة الانقلاب. وهكذا قامت مجموعة من المتطوعين من مناجم التعدين بمقاطعة ولبة بنقل الديناميت إلى إشبيلية. كانت الخطة أن ينضم عمال المناجم من لا بالما ديل كوندادو إلى الحرس المدني والاقتحام المرسلين من ولبة لدخول العاصمة إشبيلية. ومع ذلك انضم رئيس الحرس إلى المتمردين، ثم نصب كميناً في الصباح التالي لعمال المناجم في بانيوليتا بالقرب من إشبيلية. قام الحراس بإطلاق النار على عمال المناجم، مما أدى إلى انفجار الديناميت. فتوفي 25 من عمال المناجم وأسر 71. تمكنت بعض الشاحنات من الانعطاف والفرار بينما تم تشتت بقية الرتل الراجل. وحكم على الذين أسروا بالإعدام وإطلاق النار عليهم، باستثناء غلام قاصر فأعفي عنه.

### تريانا
بتاريخ 19 يوليو استيقظ حي تريانا بحواجز عند مداخله، التي يحرسها عدد غير معروف من المسلحين اليساريين بأسلحة خفيفة. فوضع الانقلابيون عدة بنادق مدفعية على الضفة المقابلة، بين جسري تريانا وسان تيلمو باتجاه تريانا.
في يوم 20 الشهر شنت القوات الانقلابية هجوما فاشلا ضد تريانا بقيادة القائد كاستيون. حيث عبر فصيل من الفيلق وآخر من المشاة ومئة من الفلانخي الإسبانية، مدعومة بقطع مدفعية مختلفة النهر عبر جسر سان تيلمو ولكن تم صدهم في الحواجز فاضطروا إلى الانسحاب. ولكن تمكنوا من الاستيلاء على دوس إيرماناس آخر عقبة في الاتصال الأرضي بين إشبيلية وقادس.

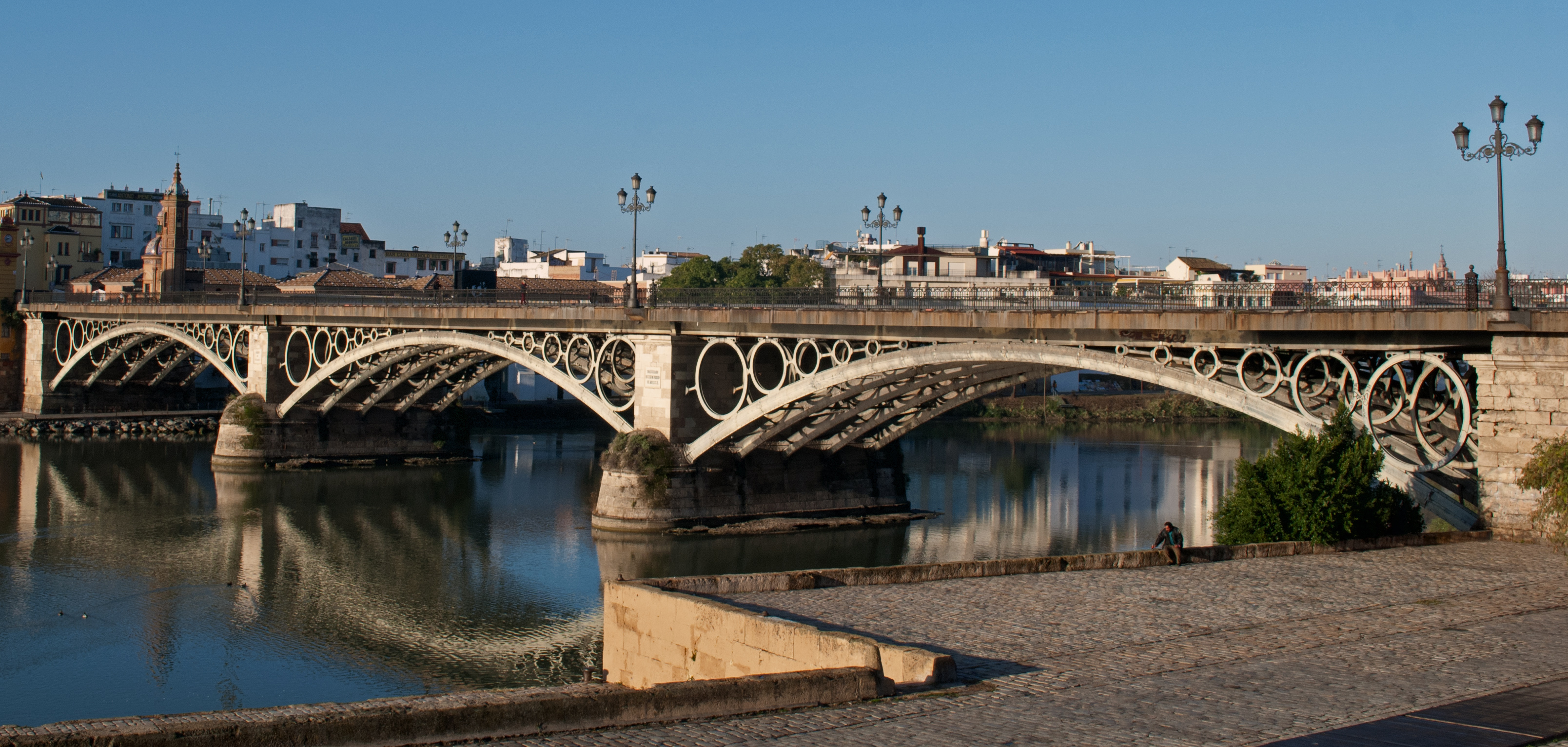
كان جسر تريانا أحد المحاور الثلاثة لهجوم الانقلابيين في يوم 21 يوليو.

في اليوم التالي هاجم الانقلابيون مرة أخرى، ولكن هذه المرة من ثلاث نقاط مختلفة في وقت واحد. فتقدم الفيلق الخامس بأكمله على جسر سان تيلمو بقيادة كاستيون، ومعه بطارية مدفعية ومدفع رشاش هجومية؛ بالإضافة إلى العديد من المتطوعين اليمينيين، بما في ذلك رئيس البلدية الجديد رامون دي كارانزا. تمكن المهاجمون من عبور الجسر ووضع مدفعيتهم بجوار دير لوس ريميديوس، في بلازا دي كوبا الحالية. من هناك تم إطلاق النار على مداخل شوارع بيتيس وباجيس ديل كورو وتقدمت خلالهما. رفعت هذه القوة الحصار المفروض على ثكنات الحرس المدني في كالي باجيس ديل كورو. وفي مركز المدينة بجانب جسر تريانا مجموعة من الحراس اعتداء تحت قيادة الكابتن دانيال ليندو بالإضافة إلى الفيلق والكتائب. فوصلوا بأكملهم إلى التوزانو، حيث أصيب ليندو بجروح قاتلة. من هناك انقسموا إلى مجموعات ذهبت لمساعدة الطابورين الآخرين.
في المرحلة الأخيرة من الهجوم، وفي الشوارع الداخلية من الحي هاجم المتمردون المدافع الرشاشة والقنابل اليدوية أي منزل يواجههم أو يشتبه في مقاومتهم. كان هناك العديد من عمليات الإعدام. انتهى القتال عمليًا في الساعة الواحدة بعد الظهر، باستثناء أصوات رصاص متقطع. بعد ان احتلوا سان خوان دي أزنالفاراش وهاجموا الكالا دي غوادايرا.

### ماكارينا وسان خوليان

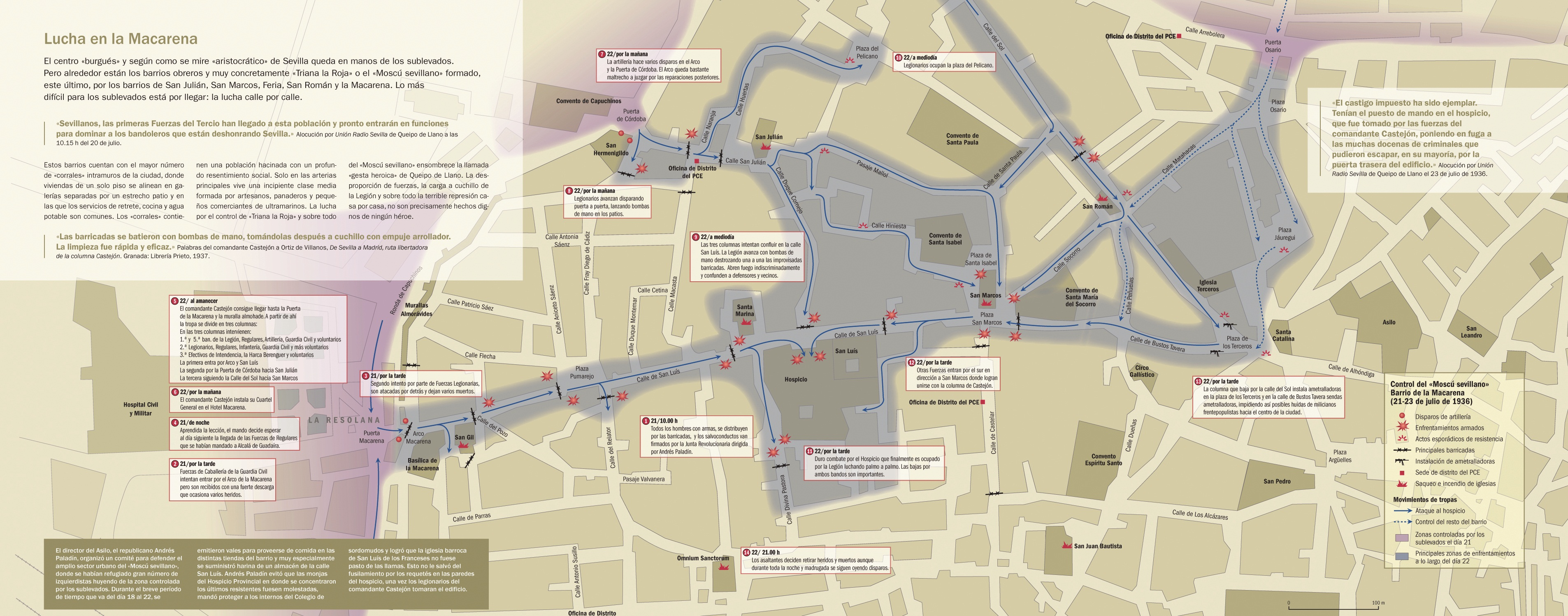
تطور القتال في ماكارينا والأحياء المجاورة. المؤلف: فيكتور هورتادو

جرت الأمور في الأحياء الشعبية في ماكارينا وسان جيل وسان جوليان مشابهة لما جرى في تريانا، فقد أقامت الميليشيات اليسارية حواجز واستعدت للدفاع عن نفسها، متوقعة حصولها على تعزيزات.
في 20 يوليو أطلق المتمردون وحدة سلاح الفرسان ضد بلازا دي سان ماركوس. ولكن الهجوم قد تم صده، مما أسفر عن مقتل قائد المهاجمين. ثم هاجم المشاة والفلانخيون من خلال باب قرطبة، وتم صده أيضًا بالقرب من المتاريس. وقد استخدم المتمردون النساء والأطفال دروعا بشرية، مما أسفر عن مقتل إثنين منهم على الأقل. وبعد ظهر اليوم التالي اطلق الانقلابيون هجوما جديدا، حيث هاجم الفيلق تلك المرة من جهة ماكارينا، ولكنه فشل أيضًا. ومن ناحية أخرى انطلقت سرية من النظاميين من إشبيلية لتعزيز متمردي قرطبة ولكن صدها تجمع من النقابية-اللاسلطوية في قرمونة.
وفي فجر اليوم التالي -أي يوم 22 يوليو- شن المتمردون هجومًا كبيرًا، بفوج الفيلق الخامس والقوات النظامية والحرس المدني وبعض المتدربين والفلانخيين وميليشيا حزب العمل الشعبي Acción Popular. هاجموا في وقت واحد من ثلاث نقاط: بوابة ماكارينا وشارع سول وبوابة قرطبة. حيث الهدف الرئيس هو الوصول إلى شارع فالديراما، خلف ملجأ سان لويس (في ذلك الوقت مشفى المقاطعة).
بدأ الهجوم بالقصف على بوابة ماكارينا. ففككت المدفعية الحواجز على التوالي. وبحسب كاستيون الذي قاد الهجوم عبر هذا المكان فقد تقدم الفيلق "في طابورين واحدًا تلو الآخر على جانبي الطريق، يردون بطلقات على النيران التي تأتيهم من النوافذ والشرفات. وتعرضت الحواجز بإطلاق القنابل اليدوية عليها، ثم اندفعوا جميعا باكتساح كالسكين. وبذا استولى المتمردون على حي ماكارينا وقتلوا كل شخص أمسكوا به وبيده سلاح.
هاجمت تجمعات بها الكثير من سلاح الفرسان كامل شارع سول، حتى وصلت إلى ساحات سان خوليان وبلكانو، حيث انقسموا إلى ثلاث مجموعات متقاربة في ساحة سان ماركوس. كما ذهب الحرس المدني الذي دخل من باب قرطبة إلى بلازا دي سان ماركوس حيث كانت هناك معركة شرسة. فاستخدم المتمردون المدفعية والرشاشات المدرعة والقنابل اليدوية.
ووصل الفارون من القتال إلى ملجأ سان لويس. فقام أندريس بالاتين أوستريز بحماية الراهبات ومنع تعرض الكنيسة للاعتداء، وقدم الطعام للاجئين. وخلال ظهيرة يوم 22 اقتحم المتمردون الملجأ واعتقلوا بالاتين وأطلقوا النار عليه هناك، ومعه آخرين من موظفي المركز. وادعى المتمردون الذين لم يتمكنوا من تحديد قادة المقاومة الذين حاربوا ضدهم، أن بالاتين هو زعيم تلك العصابات، ووصفوه بالشيوعي والأناركي، وإنه ينتمي إلى حزب الاتحاد الجمهوري دييغو مارتينيز باريو. ربما كان قادة المليشيات الحقيقيين هم أنفسهم قادة PCE، الذين تمكنوا من الاختباء والفرار بعد توقف القتال.
وفي آخر النهار استولت القوات المتمردة من فرسان ونظاميين ومتطوعين على حي سان برناردو، آخر معقل شعبي متقدم في مدينة إشبيلية. أخذوا مئات الأسرى. واستولوا في نفس اليوم على قرمونة، العقبة الأخيرة على الطريق بين قرطبة وإشبيلية ومعها أرحال.

## العواقب

### الأثر الاستراتيجي
مابين الساعة 2:30 - 3:00 مساء يوم 18 يوليو، وبعيْد اندلاع القتال في إشبيلية أعطى كويبو ديانو الأمر إلى الحاميات المتبقية في أندلسيا بالتمرد، دون انتظار اليوم التالي كما خططه دي مولا. وطوال فترة الظهيرة، دعمت حاميات قادس وشريش والجزيرة الخضراء وقرطبة ومالقة النداء. على الرغم من فشل تمرد مالقة، إلا أن نجاحه في مقاطعة قادس مكن بعض وحدات الجيش الأفريقي الفرصة لعبور مضيق جبل طارق، والذي أضحى في الأيام التالية حاسماً في المعركة. وفي المقابل أصبح مطار طبلدة في إشبيلية أحد منافذ إسبانيا الرئيسية للفيلق والنظامية. فوصل 2,073 جنديًا من الجيش الأفريقي إلى إشبيلية خلال شهر يوليو معظمهم عن طريق الجو.
أظهر القتال الذي دار في 18 يوليو في وسط إشبيلية أن الميليشيات الشعبية لا يمكنها هزيمة الجيش المتمرد إلا إذا توفرت لديها كمية كبيرة من الأسلحة. وقد زاد هذا من إصرار الأحزاب والنقابات اليسارية على الحكومة لتسليم الأسلحة إليهم. في صباح يوم 19 يوليو وافق رئيس الوزراء الجديد خوسيه غيرال على الطلب. كان هذا حاسماً للقوات الموالية للحكومة لسحق التمرد في كل من برشلونة ومدريد.
وفي إشبيلية عزز المتمردون حامية قرطبة لمقاومة الهجمات المضادة المحتملة من القوات الحكومية. كما غادرت إشبيلية قوات المتمردين التي غزت جنوب مقاطعة ولبة أواخر يوليو. وفي بداية أغسطس أصبحت إشبيلية واحدة من القواعد الرئيسية لهجوم قوات المتمردين تجاه مدريد، بقيادة الجنرال فرانكو. في منتصف ذلك الشهر غادر طابور جديد إشبيلية لغزو حوض التعدين في مرتفعات ولبة. وكان آخر عمل عسكري للحرب التي لعبت فيها إشبيلية دورًا ذا أهمية هو هجوم المتمردين على مالقة في يناير 1937. ومنذ ذلك الحين تم إزاحة المدينة من جبهة الحرب، مع أنها استمرت حتى 1939 في العيش تحت قيادة مطلقة للجنرال غونزالو كيبو ديانو.
كان من المتوقع منذ بداية سريان الردع الذي أدى إلى حالة الطوارئ، أن تظهر بعض الثورات التي ولدت الفوضى الاجتماعية من الكوماندوز المدنيين المسلحين، والتي افترضها الفلانخي ديونيسيو ريدريجو أنه «قمع غير رسمي وتلقائي». ولكن في الواقع كان:

### عنف اليسار واليمين
عند اندلاع الانتفاضة يوم 18 يوليو، خرج حشود من المسلحين والمتعاطفين مع المنظمات اليسارية إلى الشوارع للدفاع عن الحكومة ومهاجمة الأهالي المشتبه في دعمهم لمخططي الانقلاب. فقتل ثلاثة من الفلانخي واثنين من القساوسة وربما ثلاثة. كما تم نهب وإحراق عشرون منزلًا من الأرستقراطيين والعائلات الميسورة. ومن الساعة الرابعة عصرًا بدأ حرق الكنائس.
بالمقابل أطلق الجيش والميليشيات اليمينية النار على آلاف الأشخاص في إشبيلية ومقاطعتها خلال الانتفاضة والأشهر التالية. لايزال غير معروف الرقم الدقيق للقتلى لأن الغالبية العظمى من القتلى لم يتم تسجيلهم في السجل المدني للوفيات. وأقل تقدير مذكور هو تقدير الجنرال الفرانكوي رامون سالاس لارازابال، والذي اقتصر على 2417 شخص تم إعدامهم في المقاطعة بأكملها. وقدر الحاكم السابق فاريلا حوالي 6000 قتيل، في حين كتب أنطونيو باهاموند ممثل الصحافة السابق لكويبو ديانو أن هناك 20,000 قتيل في إشبيلية وحدها. وذكر أنه ألقيت حوالي 3,028 جثة مجهولة الهوية في المقبرة الجماعية لمقبرة المدينة في الفترة مابين يوليو 1936 وفبراير 1937، وربما قتلوا جميعًا على أيدي المتمردين، وقد يكون من بينهم رفات عمدة المدينة.
مر عنف قادة الانقلاب بعدة مراحل. خلال الانتفاضة: قتل أي عدو مقاتل بعد أسره واعتقلوا العديد من الأشخاص الآخرين. كانت المدينة مليئة بالسجون المؤقتة ومكتظة بالآلاف من سكان إشبيلية. واجرى عمليات الاعتقال والتعذيب والإعدام عدة منظمات (الفالنخيون والكارليون والجيش وغيرهم) ودون أي إجراءات قضائية. اعتبارًا من أغسطس عين كويبو ديانو النقيب مانويل دياز كريادو «مفوضًا للنظام العام» والمسؤول لتنظيم القمع، ولكن طرده فرانكو في 12 نوفمبر واستبدله بسانتياغو غاريغوس الذي زاد من معدل عمليات الإعدام. وبدءا من فبراير 1937 تم إضفاء الطابع الرسمي على القمع من خلال المحاكم العرفية بقيادة غاريغوس.
إذا تركنا جانبا الحكايات الخبيثة التي كتبها أصدقاء الجنرال كيبو ديانو، فإن وصول الفيلق والنظامية من قادس واستيلائهم على كامل إشبيلية في الأيام التالية حدث بسبب الاستخدام العشوائي للمدفعية ورعب القوات الأفريقية البرية في الأحياء التي قاومتها. من أجل تقليل تكاليف التمرد لمواجهة أعمال انتقامية محتملة واستجابة لمقاومة الخصوم، وافق مخططو الانقلاب على استخدام نفس الإجراءات القمعية التي جرت في حروب الريف؛ مزيج وحشي من الاعتقالات والاغتصاب والإعدام وخصي الرجال وغيرها من الأمور. فالجرائم التي حدثت بدون محاكمة أو دفاع وقعت بشكل عام بجوار المقابر أو في الخنادق على جانبي الطريق. في كتب السجلات المدنية للمحاكم وفي تلك المدافن يمكن قراءتها: «مجهول أو كذا وكذا [...] توفي في 20 يوليو 1936 الساعة [فارغة] نتيجة لمتطلبات الحرب". في حالات أخرى يصادق الطبيب على ماهو واضح أمامه:"بسبب جرح بالرصاص أو نزيف أو فقر دم حاد أو إلخ". كان الاتهام شفهيًا استنادًا إلى تقارير أو قوائم سوداء أو تقارير غير رسمية، على أي حال تمت الموافقة عليها أو تحريضها من قبل السلطة العسكرية: يؤخذ المرء ويقتل فورا. في السجلات القليلة أو الملخصات التي تم العثور عليها، اتُهم الضحايا المدنيون بارتكاب "جرائم" مثل كونهم ناخبين يساريين، أو كونهم من أقارب جمهوريين بارزين، أو جادلوا مع شخص مافي السياسة أو نظروا بشكل سيئ إلى الكاهن. أي شيء مهما حتى لو كان غير مهم، المهم أن يكون سببًا للقتل.

## الدعاية والأكاذيب
استخدم الطرف المتمرد في دعايته الحربية بعضًا من حلقات الانقلاب في إشبيلية بحيث أساء عرضها. فذكرها كويبو ديانو كثيرًا في خطاباته الإذاعية المتعددة. على سبيل المثال: قال أن طابور عمال المناجم كان ينوي «تفجير إشبيلية». وأكمل القائد هارو بنشر الخدعة أنهم حاولوا تفجير الخيرالدة.
تم بناء أسطورة حول شخصية كويبو ديانو، الذي حاول المبالغة في شجاعته ومكره. ونشر اعتقادا بأنه استولى على إشبيلية مع حفنة من الجنود فقط وأنه نجح في جعل الأحياء اليسارية تستسلم ببساطة عن طريق مرور القوات المغاربية المحملة بالشاحنات. في الواقع كان لقادة الانقلاب عدة آلاف من الجنود، تقريبًا حامية إشبيلية بأكملها باستثناء حرس الاقتحام وقاعدة طبلدة. ولم يكتمل غزو الأحياء اليسارية إلا بعد قتال عنيف.
روى أنصار كويبو اعتقالات فيلا-أبريل وألانيغي بأنها مشاهد متوترة انتصر فيها كويبو بمكره وشجاعته، حيث تصرف بمفرده تقريبًا. لكن في الواقع كان الجنرال دائمًا يحيط نفسه بمجموعة كبيرة من مسؤولي الانقلاب. ولم يعترض فيلا-أبريل على الاستسلام وتم حجز ألانيجوي. ومن ناحية أخرى فالمعروف حاليا أن العقل المدبر الحقيقي للانقلاب في إشبيلية لم يكن كويبو ديانو ولكنه كان العقيد خوسيه كويستا.